# Евростар
Евростар је железничка линија која повезује Лондон (станица Ст. Панкрас) са Паризом (Гар ду Норд), Лилом и Бриселом. 
Траса тече испод енглеског канала кроз тунел (тзв. Евротунел). Пруга је направљена по истим стандардима као за француски ТГВ. Двошински тунел у саобраћају је од 2003. Први пут воз је кренуо 1994. г. Крајем 2004. г. Евростар је имао већ 68% удјела у транспорту путника између Париза и Лондона и 63% између Лондона и Брисела. Као врло еколошки повољан облик превоза (електрични погон), Евростар је смањио број авионских летова на тој траси за 393 хиљаде. 
Од 2007. г. путовање од Лондона до Париза траје 2 сата и 15 минута, док се Лондон - Брисел превози у 1 сат и 55 минута. У новембру 2007. г. са отворењем High Speed 1 конструкције, пут до и из Париза је 20 минута краћи. Од тада Евростар вози брзинама до 300 км/час. Ово омогућава да у саобраћају буде 8 возова у једном правцу.
Евростар се зауставља и на успутним станицама Ашфорд, Кале и Лил, а дневно вози и за Париски Дизниленд - лети, и ка Авињону и станицама према француским Алпама - зими.

## Техничке карактеристике
Евростар возови су возови Класе 373, који су у ствари продужени француски ТГВ-ови. 
Имају електрични погон. 
Дуги су 400 метара и тешки 800 тона. 
Носе до 794 путника у 18 вагона. 
У случају несреће (нпр. у тунелу), воз се може поделити.
- Дужина: 394
- Ширина: 2,81
- Маса празног воза: 752 тона
- Максимална маса: 816 тона
- Максимална брзина: 300
- Јачина мотора под напоном 25 kV нс: 12.000
- Јачина мотора под напоном 3 kV јс: 5.700
- Јачина мотора под напоном 750 V јс: 3.400
- Погонских вагона: 6
- Број вагона: 18

Евростар држи брзински рекорд на британским пругама - 334,7 km/h.